# Leo Kufelnizky
Leo Kufelnizky, später Arjeh Yechiʾeli (* 21. Juni 1922 in Schleswig; † 16. Dezember 1947 in Bir Asluj bei Beʾer Scheva), war der Mitgründer des Kibbuz Tel haZofim (später Revivim) in der Wüste Negev.

## Leben

### Familie
Leo Kufelnizky war der Sohn von Chaim Kufelnizky und dessen Ehefrau Dora (geb. Gerstel). Seine Eltern hatten eine Mützenfabrikation in Schleswig aufgebaut, allerdings zog seine Mutter nach dem frühen Tod seines Vaters gemeinsam mit seinem Bruder Karl-Heinz Kufelnizky nach Kiel, weil sie wollte, dass beide eine jüdische Erziehung erhalten sollten; seine Mutter betrieb ein Hutgeschäft in der Muhliusstrasse 73 in Kiel-Damperhof, das nach der Reichskristallnacht am 3. Dezember 1938 geschlossen wurde. Dora Kufelnizky konnte noch kurz vor Kriegsbeginn 1939 nach Großbritannien auswandern.

### Ausbildung
Sein Bruder und er besuchten regelmäßig die Religionsschule sowie die Synagoge Goethestraße und wurden an zionistische Organisationen herangeführt.

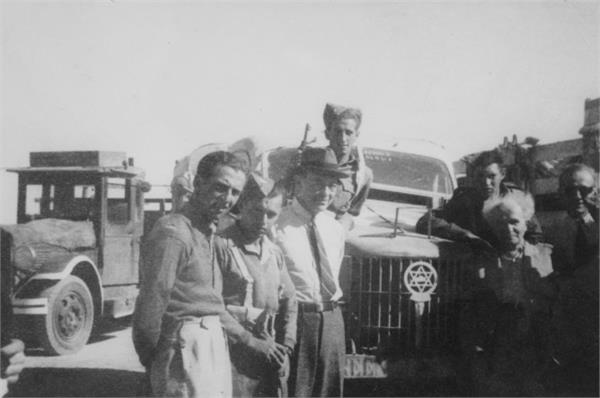
David Ben Gurion bei einem Besuch im Kibbuz Tel HaTzofim 1943

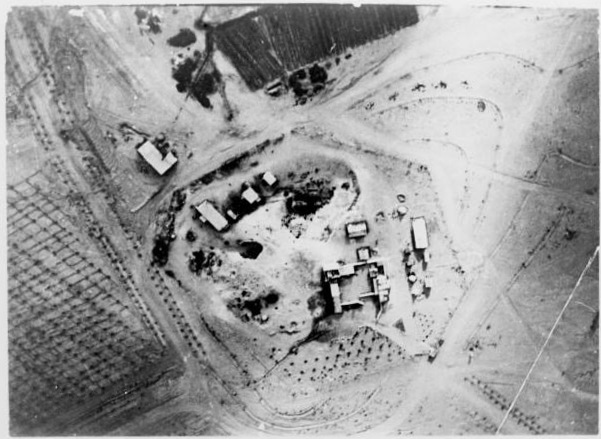
Revivim 1947

### Werdegang
Leo Kufelnizky konnte, gemeinsam mit seinem Bruder, mit Hilfe der zionistischen Jugendorganisation Habonim in der Fünften Alija 1936 Deutschland verlassen und nach Palästina emigrieren; kurz nach seiner Ankunft nannte er sich Arjeh Yechieli.
Er schlug das Angebot des Kunstmalers Hermann Struck aus, ihm ein Studium an der Jerusalemer Bezalel Academy of Arts and Design zu finanzieren, und engagierte sich stattdessen als Palästinapionier.
Er schloss sich der Kibbuzbewegung an und wurde Ideengeber und Motor einer Gruppe junger Männer und Frauen, deren Ziel es war, sich in der Wüste Negev anzusiedeln. Sie gründeten 1943 die südlichste jüdische Ansiedlung vor Ausrufung des Staates Israel, den Kibbuz Tel haZofim (Scout's Hill) bei Beʾer Scheva, der später Revivim genannt wurde. Zu den Gründungsmitgliedern gehörte unter anderem die Tochter von Golda Meir, die daraufhin ihren zweiten Familienwohnsitz dort hatte.
Er knüpfte als Sprecher des Kibbuz enge Kontakte zu den einheimischen Beduinen und beherrschte deren Sprache, sang ihre Lieder und kleidete sich zeitweise wie sie; er verstand sich hierbei als Brückenbauer zwischen den unterschiedlichen Kulturen und Lebensformen.
Am 16. Dezember 1947 wurde er während der arabischen Unruhen, die entstanden, weil es nach dem UN-Votum über die Teilung des Britischen Mandates für Palästina zu großflächigen religiösen Protesten kam, in Bir Asluj von Beduinen erschossen.

## Ehrungen
Zu Ehren von Leo Kufelnizky trägt eine Brücke, die über den Wadi Revivim führt, den Namen Arjeh-Yechieli-Brücke. Eine Inschrift an der Brücke lautet: Er gehörte zu den Ersten, die Bäume in der Wüste gepflanzt haben und die gefallen sind, bevor diese Bäume Schatten spenden konnten.